# Ганс Шварценбах
Ганс Шварценбах (24 травня 1913 — 18 вересня 1993) — швейцарський вершник.
Срібний призер Олімпійських Ігор 1960 року в командному триборстві, учасник 1952 року.
Чемпіон Європи з кінного триборства 1959 року в індивідуальному триборстві, бронзовий призер 1953 року в індивідуальному триборстві.